# Trstenik (Cres)
Trstenik (olaszul: Trestenico) egy lakatlan sziget Horvátországban, a Kvarnerić területén.

## Leírása
A Trstenik a Kvarner-öbölben található Cres és Pag szigete között. Közelebb van Creshez, körülbelül 4,3 km a távolsága a Punta Križ közelében fekvő Sveti Damjan-foktól. Pagtól több mint 12 km-re van. Hosszúsága 1,3 km, legnagyobb szélessége 0,3 km, területe 0,34 km². A sziget északnyugat-délkeleti irányban nyúlik el. Mészkőből épül fel.
Mivel szinte a Kvarnerić központjában található, Trstenik fontos támpontja a navigációnak. Ezért az osztrák-magyar korszakból egy nagy szabadon álló világítótornyot építettek rá, amely 7-11 tengeri mérföld távolságra fehér fényt vet. Trstenik egy alacsony sziget, amelynek legmagasabb pontja mindössze 11 méter, de világítótornya 27 m-re emelkedik a tengerszint fölé.
A sziget körül a tenger sekély, különösen a déli part mentén. A szigeten három öböl található: keleten a Pristanište és a Jezerce, nyugati partján pedig a Portić. Növényzete alacsony, felszíne túlnyomórészt sziklás.

## Fordítás
Ez a szócikk részben vagy egészben  a   Trstenik (Cres) című horvát Wikipédia-szócikk ezen változatának fordításán alapul.  Az eredeti cikk szerkesztőit annak laptörténete sorolja fel. Ez a jelzés csupán a megfogalmazás eredetét és a szerzői jogokat jelzi, nem szolgál a cikkben szereplő információk forrásmegjelöléseként.